# Градоначальники Петрозаводска
Со времени основания Петровской слободы в 1703 году, управление слободой осуществляла канцелярия коменданта Олонецких горных заводов.

Должность городского головы Петрозаводска появилась в результате возведения Петрозаводской слободы в ранг города указом Екатерины II от 21 марта (1 апреля) 1777 года: 
Повелеваем: Олонецкой области Петрозаводскую слободу переименовать городом, назвав оный Петрозаводск, которому и быть на основании прочих Новгородского Наместничества новых городов.
В соответствии с утверждённой Екатериной II 21 апреля (2 мая) 1785 года «Жалованной грамотой городам», городской голова становился главой местного самоуправления. Избирался городской думой, утверждался в должности губернатором. В пределах своей компетенции действовал по согласованию с олонецкой губернской администрацией. Должность городского головы не оплачивалась. Городские органы не имели собственной налоговой базы.
В годы правления Александра II система городского самоуправления была реформирована на основе «Городового положения» от 16 июня 1870 года. Распорядительным городским органом была определёна городская Дума, исполнительным органом — городская управа. Состав Думы и управы избирался на четыре года. Выборы проводились на основе имущественного ценза, участие в выборах принимали горожане, владевшие недвижимостью в городе. Городской голова избирался на первом заседании избранной Думы. Руководил работой городской думы и городской управы. Утверждался в должности Министром внутренних дел Российской империи.
Утверждённое в 1892 году Александром III новое «Городовое положение» ужесточило имущественный ценз: участвовать в выборах городской Думы и управы имели право только владельцы купеческих свидетельств и обладатели крупной городской недвижимостью.
После Февральской революции 1917 года, выборы в городские Думы стали проводиться на основе всеобщего, равного и прямого избирательного права. Была введёна должность председателя городской Думы, а городской голова становился руководителем исполнительного органа — городской управы.
В ходе установления Советской власти в Петрозаводске, в мае 1918 года решением вновь избранного Петрозаводского городского Совета рабочих, крестьянских и красноармейских депутатов была прекращёна деятельность городской Думы и управы в Петрозаводске. Первым председателем Совета был избран большевик В. М. Парфёнов. Выборы в городской Совет проводились ежегодно до 1925 года.

## Список градоначальников Петрозаводска с 1778 года
|    | Фамилия, имя, отчество            |    | Должность | Срок полномочий             |
| -- | --------------------------------- | -- | --- | --------------------------- |
| 1  | Иван Васильевич Митрофанов        | 1  | Петрозаводский градской голова                                                                                            | 01.08.1778 — 12.1779        |
| 2  | Андрей Варфоломеевич Лукин        | 2  | Петрозаводский градской голова                                                                                            | 1780 — 03.03.1781           |
| 3  | Сысой Вонифатьевич Вонифатьев     | 3  | Петрозаводский градской голова                                                                                            | 04.1782 — 19.05.1783        |
| 4  | Михаил Карпович Пянтешин          | 4  | Петрозаводский градской голова                                                                                            | 19.05.1783 — 10.12.1784     |
| 5  | Никифор Леонтьевич Баканин        | 5  | Петрозаводский градской голова                                                                                            | 1785                        |
| 6  | Игнатий Борисович Драницын        | 6  | Петрозаводский градской голова                                                                                            | 1785 — 1787                 |
| 7  | Иван Максимович Попов             | 7  | Петрозаводский градской голова                                                                                            | 29.03.1788 — 1790           |
| 8  | Алексей Васильевич Яишников       | 8  | Петрозаводский градской голова                                                                                            | 1791 — 1793                 |
| 9  | Ефим Евстратьевич Бекренёв        | 9  | Петрозаводский градской голова                                                                                            | 1794 — 1796                 |
| 10 | Алексей Ананьевич Лыков           | 10 | Петрозаводский градской голова                                                                                            | 1797 — 1798                 |
| 11 | Иван Большой Попов                | 11 | Петрозаводский градской голова                                                                                            | 1798 — 1801                 |
| 12 | Михаил Стафеевич Анцыферов        | 12 | Петрозаводский градской голова                                                                                            | 1802 — 05.1803              |
| 13 | Сидор Егорович Баранов            | 13 | Петрозаводский градской голова                                                                                            | 26.05.1803 — 1808           |
| 14 | Стафей Тимофеевич Жданов          | 14 | Петрозаводский градской голова                                                                                            | 1809                        |
| 15 | Сидор Егорович Баранов            | 15 | Петрозаводский градской голова                                                                                            | 1810                        |
| 16 | Харлам Петрович Костин            | 16 | Петрозаводский градской голова                                                                                            | 1811 — 1813                 |
| 17 | Алексей Васильевич Симаков        | 17 | Петрозаводский градской голова                                                                                            | 1814 — 1816                 |
| 18 | Стафей Тимофеевич Жданов          | 18 | Петрозаводский градской голова                                                                                            | 1817 — 1819                 |
| 19 | Михаил Иванович Пухкоев           | 19 | Петрозаводский градской голова                                                                                            | 1820                        |
| 20 | Михаил Гурнов                     | 20 | Петрозаводский градской голова                                                                                            | 1820                        |
| 21 | Степан Петрович Севериков         | 21 | Петрозаводский градской голова                                                                                            | 1821—1823                   |
| 22 | Сидор Егорович Баранов            | 22 | Петрозаводский градской голова                                                                                            | 1824 — 1825                 |
| 23 | Иван Петрович Костин              | 23 | Петрозаводский градской голова                                                                                            | 1826 — 1828                 |
| 24 | Яков Петрович Костин              | 24 | Петрозаводский градской голова                                                                                            | 1829 — 1832                 |
| 25 | Иван Андреевич Егоров             | 25 | Петрозаводский градской голова                                                                                            | 1833 — 1834                 |
| 26 | Гаврила Маркович Сывороткин       | 26 | Петрозаводский градской голова                                                                                            | 1835 — 1837                 |
| 27 | Фёдор Иванович Фомин              | 27 | Петрозаводский градской голова                                                                                            | 1838 — 1840                 |
| 28 | Иван Лаврентьевич Скоков          | 28 | Петрозаводский градской голова                                                                                            | 1841 — 1843                 |
| 29 | Василий Трофимович Трофимов       | 29 | Петрозаводский градской голова                                                                                            | 1844 — 1846                 |
| 30 | Гаврила Маркович Сывороткин       | 30 | Петрозаводский градской голова                                                                                            | 1847 — 1850                 |
| 31 | Иван Лаврентьевич Скоков          | 31 | Петрозаводский градской голова                                                                                            | 1851 — 1852                 |
| 32 | Марк Пименович Пименов            | 32 | Петрозаводский градской голова                                                                                            | 1853 — 1854                 |
| 33 | Николай Фёдорович Пикин           | 33 | Петрозаводский градской голова                                                                                            | 27.06.1855 — 1859           |
| 34 | Василий Трофимович Трофимов       | 34 | Петрозаводский градской голова                                                                                            | 1860 — 1861                 |
| 35 | Иван Ипполитович Климков          | 35 | Петрозаводский градской голова                                                                                            | 28.06.1861 — январь 1862    |
| 36 | Николай Фёдорович Пикин           | 36 | Петрозаводский градской голова                                                                                            | 1862 — 1864                 |
| 37 | Гаврила Марков Сывороткин         | 37 | Петрозаводский градской голова                                                                                            | 1865 — 1868                 |
| 38 | Николай Фёдорович Пикин           | 38 | Петрозаводский градской голова                                                                                            | 1869 — 1871                 |
| 39 | Ефим Григорьевич Пименов          | 1  | Петрозаводский городской голова                                                                                           | 17.02.1871 — 1873           |
| 40 | Яков Петрович Дейхман             | 2  | Петрозаводский городской голова                                                                                           | 04.08.1873 — 27.02.1875     |
| 41 | Николай Фёдорович Пикин           | 3  | Петрозаводский городской голова                                                                                           | 27.02.1875 — февраль 1881   |
| 42 | Николай Павлович Серого           | 4  | Петрозаводский городской голова                                                                                           | 04.02.1881 — 09.09.1888     |
| 43 | Игнатий Селиверстович Селиверстов | 5  | Петрозаводский городской голова                                                                                           | 09.09.1888 — 10.05.1891     |
| 44 | Николай Павлович Левин            | 6  | Петрозаводский городской голова                                                                                           | 1891 — июль 1893            |
| 45 | Иван Алексеевич Румянцев          | 7  | Петрозаводский городской голова                                                                                           | август 1893                 |
| 46 | Алексей Михайлович Рудницкий      | 8  | Петрозаводский городской голова                                                                                           | октябрь — декабрь 1893      |
| 47 | Фёдор Иванович Валегин            | 9  | Петрозаводский городской голова                                                                                           | февраль — октябрь 1894      |
| 48 | Фёдор Иванович Тихонов            | 10 | Петрозаводский городской голова                                                                                           | декабрь 1895 — август 1897  |
| 49 | Иван Ульянович Зайцев             | 11 | Петрозаводский городской голова                                                                                           | август 1897 — сентябрь 1901 |
| 50 | Георгий Ефимович Пименов          | 12 | Петрозаводский городской голова                                                                                           | 11.09.1901 — 10.06.1910     |
| 51 | Василий Дмитриевич Лысанов        | 13 | Петрозаводский городской голова                                                                                           | 19.07.1910 — 16.08.1913     |
| 52 | Георгий Ефимович Пименов          | 14 | Петрозаводский городской голова                                                                                           | 16.08.1913 — 15.09.1917     |
| 53 | Фёдор Ильич Прохоров              | 15 | Петрозаводский городской голова                                                                                           | 19.09.1917 — 02.05.1918     |
| 54 | Валентин Михайлович Парфёнов      | 1  | Председатель Исполнительного комитета Петрозаводского городского Совета рабочих, крестьянских и красноармейских депутатов | 02.05.1918 — 21.12.1918     |
| 55 | Михаил Николаевич Заводовский     | 2  | Председатель Исполнительного комитета Петрозаводского городского Совета рабочих, крестьянских и красноармейских депутатов | 21.12.1918 — 04.1919        |
| 56 | Иван Александрович Яковлев        | 3  | Председатель Исполнительного комитета Петрозаводского городского Совета рабочих и красноармейских депутатов               | 04.1919 — 01.11.1919        |
| 57 | Матвей Иванович Ваганов           | 1  | Председатель Петрозаводского уездно-городского исполнительного комитета                                                   | 01.11.1919 — 03.02.1921     |
| 58 | Иван Алексеевич Данилов           | 2  | Председатель Петрозаводского уездно-городского исполнительного комитета                                                   | 03.02.1921 — 05.10.1923     |
| 58 | Иван Алексеевич Данилов           | 1  | Председатель Президиума Петрозаводского городского Совета рабочих, крестьянских и красноармейских депутатов               | 05.10.1923 — 28.11.1924     |
| 58 | Иван Алексеевич Данилов           | 1  | Председатель Петрозаводского городского Совета рабочих, крестьянских и красноармейских депутатов                          | 28.11.1924 — 03.01.1926     |
| 58 | Иван Алексеевич Данилов           | 1  | Председатель Президиума Петрозаводского городского Совета рабочих, крестьянских и красноармейских депутатов               | 03.01.1926 — 12.1928        |
| 59 | Владимир Иванович Потапов         | 2  | Председатель Президиума Петрозаводского городского Совета рабочих, крестьянских и красноармейских депутатов               | 01.1929 — 09.1930           |
| 60 | Валериан Петрович Фомин           | 3  | Председатель Президиума Петрозаводского городского Совета рабочих, крестьянских и красноармейских депутатов               | 10.1930 — 01.1933           |
| 61 | Вернер Карлович Форстен           | 4  | Председатель Президиума Петрозаводского городского Совета рабочих, крестьянских и красноармейских депутатов               | 02.1933 — 12.1935           |
| 62 | Семён Павлович Галкин             | 5  | Председатель Президиума Петрозаводского городского Совета рабочих, крестьянских и красноармейских депутатов               | 01.1936 — 08.1937           |
| 63 | Иван Алексеевич Данилов           | 6  | Председатель Президиума Петрозаводского городского Совета рабочих, крестьянских и красноармейских депутатов               | 08.1937 — 06.1938           |
| 64 | Михаил Васильевич Каджев          | 7  | Председатель Президиума Петрозаводского городского Совета рабочих, крестьянских и красноармейских депутатов               | 06.1938 — 06.1939           |
| 65 | Фёдор Васильевич Балагуров        | 8  | Председатель Президиума Петрозаводского городского Совета рабочих, крестьянских и красноармейских депутатов               | 06.1939 — 25.12.1940        |
| 65 | Фёдор Васильевич Балагуров        | 1  | Председатель Исполнительного комитета Петрозаводского городского Совета депутатов трудящихся                              | 25.12.1940 — 02.1943        |
| 66 | Михаил Андреевич Фалькин          | 2  | Председатель Исполнительного комитета Петрозаводского городского Совета депутатов трудящихся                              | 02.1943 — 06.1944           |
| 67 | Григорий Григорьевич Степанов     | 3  | Председатель Исполнительного комитета Петрозаводского городского Совета депутатов трудящихся                              | 06.1944 — 08.1946           |
| 68 | Сергей Павлович Лавров            | 4  | Председатель Исполнительного комитета Петрозаводского городского Совета депутатов трудящихся                              | 09.1946 — 05.01.1948        |
| 69 | Владимир Алексеевич Филимонов     | 5  | Председатель Исполнительного комитета Петрозаводского городского Совета депутатов трудящихся                              | 05.01.1948 — 03.1950        |
| 70 | Сергей Дмитриевич Гребнёв         | 6  | Председатель Исполнительного комитета Петрозаводского городского Совета депутатов трудящихся                              | 03.1950 — 09.01.1951        |
| 71 | Василий Иванович Каргапольцев     | 7  | Председатель Исполнительного комитета Петрозаводского городского Совета депутатов трудящихся                              | 09.01.1951 — 16.03.1953     |
| 72 | Борис Дмитриевич Григорьев        | 8  | Председатель Исполнительного комитета Петрозаводского городского Совета депутатов трудящихся                              | 16.03.1953 — 04.04.1955     |
| 73 | Григорий Петрович Бояринов        | 9  | Председатель Исполнительного комитета Петрозаводского городского Совета депутатов трудящихся                              | 04.04.1955 — 04.1958        |
| 74 | Андрей Александрович Исаков       | 10 | Председатель Исполнительного комитета Петрозаводского городского Совета депутатов трудящихся                              | 04.1958 — 23.03.1965        |
| 75 | Иван Николаевич Гришкин           | 11 | Председатель Исполнительного комитета Петрозаводского городского Совета депутатов трудящихся                              | 23.03.1965 — 21.03.1969     |
| 76 | Павел Васильевич Сепсяков         | 12 | Председатель Исполнительного комитета Петрозаводского городского Совета депутатов трудящихся                              | 21.03.1969 — 10.1970        |
| 76 | Павел Васильевич Сепсяков         | 1  | Председатель Исполнительного комитета Петрозаводского городского Совета народных депутатов                                | 10.1970 — 30.06.1982        |
| 77 | Владимир Александрович Доршаков   | 2  | Председатель Исполнительного комитета Петрозаводского городского Совета народных депутатов                                | 30.06.1982 — 12.1986        |
| 78 | Павел Евстигнеевич Пещенко        | 3  | Председатель Исполнительного комитета Петрозаводского городского Совета народных депутатов                                | 01.1987 — 21.06.1990        |
| 79 | Сергей Леонидович Катанандов      | 4  | Председатель Исполнительного комитета Петрозаводского городского Совета народных депутатов                                | 21.06.1990 — 09.12.1991     |
| 79 | Сергей Леонидович Катанандов      | 1  | Мэр города Петрозаводска                                                                                                  | 09.12.1991 — 02.04.1994     |
| 79 | Сергей Леонидович Катанандов      | 1  | Глава местного самоуправления города Петрозаводска                                                                        | 02.04.1994 — 12.03.1998     |
| 80 | Андрей Юрьевич Дёмин              | 2  | Глава местного самоуправления города Петрозаводска                                                                        | 04.1998 — 11.05.2002        |
| 81 | Виктор Николаевич Масляков        | 3  | Глава местного самоуправления города Петрозаводска                                                                        | 11.05.2002 — 16.05.2007     |
| 81 | Виктор Николаевич Масляков        | 1  | Глава Петрозаводского городского округа                                                                                   | 16.05.2007 — 11.01.2009     |
| 82 | Николай Иванович Левин            | 2  | Глава Петрозаводского городского округа                                                                                   | 14.07.2009 — 11.09.2013     |
| 83 | Галина Игоревна Ширшина           | 3  | Глава Петрозаводского городского округа                                                                                   | 11.09.2013 — 29.12.2015     |
| 84 | Ирина Юрьевна Мирошник            | 4  | Глава Петрозаводского городского округа                                                                                   | 20.04.2016 — 13.05.2021     |
| 85 | Владимир Константинович Любарский | 5  | Глава Петрозаводского городского округа                                                                                   | 14.05.2021 — 26.06.2023     |
| 86 | Инна Сергеевна Колыхматова        | 6  | Глава Петрозаводского городского округа                                                                                   | с 01.12.2023                |